# Lord of Ultima
Lord of Ultima — браузерна гра в жанрі стратегії. Розповсюджується за моделлю Free-to-play. Події розгортаються у світі Каледонія, що прийшов на зміну Сезарії з попередніх ігор серії Ultima.
З 12 травня 2014 року гра офіційно закрита.

## Ігровий процес
Гравець розбудовує міста та виконує завдання, щоб отримати корисні предмети. Зводячи міста, отримуються можливості добувати ресурси та битися з іншими гравцями. Кінцевою метою є побудувати Палаци Чеснот і стати переможцем даного сервера (здобути перше, друге чи третє місце), але після цього гра продовжується.
У грі поєднуються PvP (атака чужих міст) та PvE (напади на підземелля, населені монстрами) елементи. Місто може бути атаковане, якщо власник побудував в ньому замок. Міста без замків захищені, але навченими в них військами можна нападати на володіння інших гравців. Будівництво замку незворотнє, знесенню він не підлягає.
Крім того, гравцеві пропонується ряд квестів, з нагородами у вигляді ресурсів і артефактів.